# Lukas Heinser
Lukas Heinser (* 28. September 1983 in Duisburg) ist ein deutscher Blogger und Journalist.

## Leben und Wirken
Lukas Heinser wuchs in Dinslaken auf, wo er 2002 das Abitur machte. Ab 2003 studierte er Germanistik und Anglistik in Bochum. Seine Bachelor-Arbeit schrieb er 2007 über das Thema „Die Veränderungen in der Internetsprache“. Während seines Studiums arbeitete er als „Musikchef“ beim Bochumer Campusradio CT das radio sowie als Autor und Endredakteur für das Webzine Plattentests.de. Außerdem schrieb er für die Rheinische Post.
Heinser trat zu Beginn der 2000er Jahre als Regular in der Newsgroup de.alt.fan.haraldschmidt im Usenet in Erscheinung. Seit 2007 betreibt er das Blog Coffee and TV, für das er 2008 zum „Goldenen Blogger 2008“ gewählt wurde.
Ebenfalls seit 2007 veröffentlicht er auf dem mehrfach ausgezeichneten Bildblog, welches sich kritisch mit den deutschen Medien auseinandersetzt, insbesondere der Bild. Im Januar 2010 gab der deutsche Medienjournalist und damalige Leiter von Bildblog, Stefan Niggemeier, die Leitung an Lukas Heinser ab, die dieser bis 2014 innehatte.
Auf dem Videoblog Oslog berichtete Heinser im Mai 2010 zusammen mit Stefan Niggemeier über den Eurovision Song Contest 2010 in Oslo. 2011 berichtete er zusammen mit Niggemeier erneut über den Eurovision Song Contest in Düsseldorf auf dem Videoblog Duslog; ein Jahr später, in gleicher Konstellation über den Eurovision Song Contest 2012 in Aserbaidschan unter dem Namen Bakublog. Von 2013 bis einschließlich 2023 war Heinser als Assistent von Kommentator Peter Urban beim Eurovision Song Contest tätig, 2024 unterstützt er dessen Nachfolger Thorsten Schorn.
Heinser war ebenfalls zusammen mit Niggemeier Autor der Echoverleihung 2011.
Von 2014 bis 2020 erstellte er zusammen mit Friedrich Küppersbusch den Podcast Lucky & Fred, in dem die politischen Ereignisse der vorangegangenen Zeit kommentiert wurden.
2022 erschien Heinsers Buch Eurovision Song Contest. Populäre Irrtümer und andere Wahrheiten im Klartext Verlag.

## Bücher
- 2022: Eurovision Song Contest. Populäre Irrtümer und andere Wahrheiten. Klartext Verlag, Essen, 2022, ISBN 978-3-837-52401-7.